# Věž třetí internacionály
Věž (třetí) internacionály (též zvaná Monument Kominterny, Tatlinova věž) je nikdy nerealizovaný projekt sovětského architekta Vladimira Tatlina z počátku dvacátých let 20. století, který se stal jedním z nejznámějších děl konstruktivismu.

## Konstruktivismus aVěž
Významem a formou tento projekt představuje v podstatě manifest čistého konstruktivismu. Věž byla navržena jako monumentální odvážná konstrukce (například výška přes 400 metrů) mající působit dojmem radikální pokrokovosti a modernity. Podle Tatlina se mělo jednat o symbol a „nervové centrum“ (například sídlo tiskových agentur) celého revolučního světa.
Podobné, avšak méně monumentální stavby byly v SSSR v rámci konstruktivismu projektovány poměrně často (například Leninova tribuna, Šuchovova věž). 

## Realizovatelnost projektu
Tento návrh byl v podstatě nerealizovatelný z následujících důvodů:[zdroj?]
- potřebné množství oceli nešlo zajistit v rámci ekonomických možností válkou zbídačené země,
- Tatlinův projekt neřeší konstrukční detaily a ani se nezabývá stabilitou stavby,
- podle pozdějších statických výpočtů by se stavba zřejmě zřítila.

## Popis věže
Tatlin nikdy nevytvořil podrobnou projektovou dokumentaci, ale jen několikametrové modely (jeden je umístěn v Muzeu moderního umění ve Stockholmu) a teoreticko-estetické zdůvodnění. Tato stavba z oceli a skla měla být tvořena výraznými mřížovitě prostoupenými spirálami, propletenými různými nosníky, tvořícími monumentální vnitřní prostor vyplněný různými zavěšenými platónskými tělesy, sloužícími jako administrativní budovy. Tyto budovy se měly různou rychlostí otáčet (jednou za rok, resp. měsíc, resp. den, resp. hodinu). Věž měla být rovněž uzpůsobena k gigantickým venkovním filmovým a zpravodajským projekcím.